# Camões (krater)
För andra betydelser, se Camoes.
Camões är en nedslagskrater på planeten Merkurius, med en diameter på ungefär 70 kilometer.
Den är uppkallad efter författaren Luís de Camões.